# Ucayacla
Ucayacla is een geslacht van rechtvleugeligen uit de familie krekels (Gryllidae). De wetenschappelijke naam van dit geslacht is voor het eerst geldig gepubliceerd in 2011 door Gorochov.

## Soorten
Het geslacht Ucayacla  is monotypisch en omvat slechts de volgende soort:
- Ucayacla pulchella (Gorochov, 2011)